# Neolophonotus kalahari
Neolophonotus kalahari là một loài ruồi trong họ Asilidae. Neolophonotus kalahari được Londt miêu tả năm 1985. Loài này phân bố ở vùng nhiệt đới châu Phi.